# Herrie in de keuken!
Herrie in de keuken! is een Nederlands televisieprogramma, dat vanaf het voorjaar van 2005 te zien was op RTL 5 (later RTL 4).
In het programma gaat Herman den Blijker elke aflevering langs bij een 'noodlijdend' restaurant om te helpen de zaak van de ondergang te redden. Het programma is gebaseerd op de Engelstalige serie Ramsay's Kitchen Nightmares van Gordon Ramsay, in Nederland uitgezonden als Gordon Ramsay: Oorlog in de keuken!. Op 26 oktober 2010 ging het derde seizoen van start.